# جائزة إيطاليا الكبرى 1996
جائزة إيطاليا الكبرى 1996 هو سباق فورمولا 1 أقيم بتاريخ 8 سبتمبر 1996 في حلبة مونزا، إيطاليا. كان الرابع عشر من أصل 16 في بطولة العالم لسباقات الفورمولا واحد موسم 1996.

## وصلات خارجية
- الموقع الرسمي